# Слюдяний сланець
Слюдяний сланець  (англ. mica schist, micaceous schist; нім. Glimmerschiefer m) — метаморфічна гірська порода, утворений за рахунок метаморфізованного аргіліту, в результаті регіонального метаморфізму. Зустрічається в Україні (Карпати), Шотландії, Південній Америці,.
Слюдяний сланець – кристалічний сланець, який містить г.ч. слюду та кварц, іноді з домішками польового шпату. При збільшеному вмісті кварцу та польового шпату переходить у ґнейс. Має характерний шовковистий блиск, який обумовлений високим вмістом слюди.